# Harpenna denticulata
Harpenna denticulata – gatunek kosarza z podrzędu Laniatores i rodziny Assamiidae. Jedyny znany przedstawiciel monotypowego rodzaju Harpenna.
Rodzaj i gatunek typowy opisane zostały po raz pierwszy w 1935 roku przez Carla Friedricha Roewera. Jako lokalizację typową wskazano Mumbaj w Indiach.
Kosarz o ciele długości 3,5 mm oraz odnóżach osiągających do 8,5 mm długości. Wierzch ciała jest aksamitnie czarny, spód ciemnobrązowy, szczękoczułki i nogogłaszczki rdzawożółte, a odnóża czarnobrązowe.
Pajęczak orientalny, endemiczny dla Dekanu w Indiach.